# エリック・ベネイ
エリック・ベネイ（Eric Benét、1966年10月15日 - ）は、アメリカ合衆国ウィスコンシン州ミルウォーキー出身のR&B/ネオ・ソウル歌手。

## 略歴
父親が愛聴していたクラシック音楽に影響を受ける。姉・リサと従兄弟のジョージ・ナッシュ・ジュニアとグループ「ベネイ」を結成。1992年、セルフタイトル・アルバムが7万枚を売り上げ、私生活では恋人タミーとの間に娘、インディアを授かる。しかしタミーは1993年4月24日に交通事故で死去した。
1994年にワーナー・ブラザース・レコードと契約し、1996年に『トゥルー・トゥ・マイセルフ』でソロ・デビューし、高い評価を得る。1999年にセカンド・アルバム『ア・デイ・イン・ザ・ライフ』を発表し、フェイス・エヴァンスをフィーチャーしたファースト・シングル「ジョージー・ポージー」（TOTOのカバー曲）も発表。タミアをフィーチャーしたセカンド・シングル「スペンド・マイ・ライフ」を発表、2000年のグラミー賞にノミネートした。これらを収録したセカンド・アルバム『ア・デイ・イン・ザ・ライフ』はソウル・トレイン・ミュージック・アウォード、ベスト・R&B/ソウル・アルバム部門を受賞。また、アース・ウィンド・アンド・ファイアーの30周年記念CDのレコーディングにも参加した。
1999年に女優のハル・ベリーと婚約、2001年1月に結婚する。この時期にTVシリーズ『For Your Love』で俳優としてもデビューし、2001年に『グリッター きらめきの向こうに』で映画にも出演。しかし、2003年年に別居、2005年に正式に離婚する。
またベネイは、フォープレイやジェフ・ローバー等、フュージョン系ミュージシャンとも共演している。
2002年にアルバム『Better & Better』を完成させたもののワーナー・ブラザースの意向により、発売されることはなかった。2005年6月にアルバム『ハリケーン』をリリース。またハリケーン・カトリーナ被災者支援のためのチャリティー・シングル「Heart Of America」では、マイケル・マクドナルド、ワイノナ・ジャッド、テリー・デクスターと共演。その年には6年振りの来日を果たす。2007年には東京ジャズフェスティバル出演のために再来日。
2008年9月に発売されたアルバム『愛すること、生きること。』からシングル・カットされた曲「You're the Only One」は、R&B/ヒップホップ・ソング・チャートで4週続けて全米トップ1になり、2009年には、グラミー賞R&B最優秀男性歌手賞、アルバム賞の2部門にノミネート。2009年度は2月、12月と2度来日した。
2011年7月31日にマニュエラ・テストリーニ（プリンスの元妻）と再婚。

## ディスコグラフィ

### アルバム
- 『トゥルー・トゥ・マイセルフ』 - True to Myself (1996年、Warner Bros.)
- 『ア・デイ・イン・ザ・ライフ』 - A Day in the Life (1999年、Warner Bros.)
- 『ハリケーン』 - Hurricane (2005年、Friday / Reprise)
- 『愛すること、生きること。』 - Love & Life (2008年、Friday / Reprise)
- 『ロスト・イン・タイム』 - Lost in Time (2010年、Reprise)
- 『ザ・ワン』 - The One (2012年、Jordan House / EMI)
- 『フロム・E・トゥ・ユー (Vol.1)』 - From E to U: Volume 1 (2014年、Jordan House / Warner)
- 『エリック・ベネイ』 - Eric Benét (2016年、Jordan House)